# Coralie Frasse Sombet
Coralie Frasse Sombet (ur. 8 kwietnia 1991 w Saint-Martin-d’Hères) – francuska narciarka alpejska, olimpijka z Pekinu 2022.

## Wyniki
| Impreza                     | Rok  | Gospodarz         | slalom | slalom gigant | supergigant | zjazd | slalom równoległy | drużynowo |
| --------------------------- | ---- | ----------------- | ------ | ------------- | ----------- | ----- | ----------------- | --------- |
| Igrzyska olimpijskie        | 2022 | Pekin             | –      | 17            | –           | –     | –                 | 5         |
| Mistrzostwa świata          | 2017 | Sankt Moritz      | –      | DNF           | –           | –     | –                 | –         |
| Mistrzostwa świata          | 2019 | Åre               | –      | 9             | –           | –     | –                 | –         |
| Mistrzostwa świata          | 2021 | Cortina d’Ampezzo | –      | 14            | –           | –     | 9                 | –         |
| Mistrzostwa świata juniorów | 2011 | Crans-Montana     | DNF    | 8             | 11          | DNF   | –                 | –         |